# Brachygalea patagonica
Brachygalea patagonica är en fjärilsart som beskrevs av Berg 1875. Brachygalea patagonica ingår i släktet Brachygalea och familjen nattflyn. Inga underarter finns listade i Catalogue of Life.